# Jüdische Gemeinde Odenheim
Die Jüdische Gemeinde in Odenheim, einem Stadtteil von Östringen im Landkreis Karlsruhe in Baden-Württemberg, entstand im 17. Jahrhundert und existierte bis zum 1. April 1937.

## Geschichte
Im Jahr 1629 wird Jud Joseph im Ort genannt, der Mitbegründer des jüdischen Friedhofes in Oberöwisheim war. In den Jahren 1670 und 1673 werden bereits mehrere jüdische Familien am Ort genannt. 
Um 1864 erreichte die jüdische Gemeinde Odenheim mit 156 Mitgliedern ihre höchste Anzahl. Durch Ab- und Auswanderung ging die Zahl der jüdischen Einwohner bis Anfang des 20. Jahrhunderts stark zurück. Die jüdische Gemeinde besaß einen Betsaal beziehungsweise eine Synagoge, eine Religionsschule sowie ein rituelles Bad (Mikwe). Die Toten der Gemeinde wurden auf dem jüdischen Friedhof in Oberöwisheim beigesetzt. Im Jahr 1712 tritt Rabbiner Faist sein Amt an, um 1810 wird Rabbiner Abraham Ellinger genannt. Die jüdische Gemeinde hatte einen Lehrer angestellt, der zugleich als Vorbeter und Schochet tätig war. Im Jahr 1827 wurde die jüdische Gemeinde dem Bezirksrabbinat Bruchsal zugeteilt. 

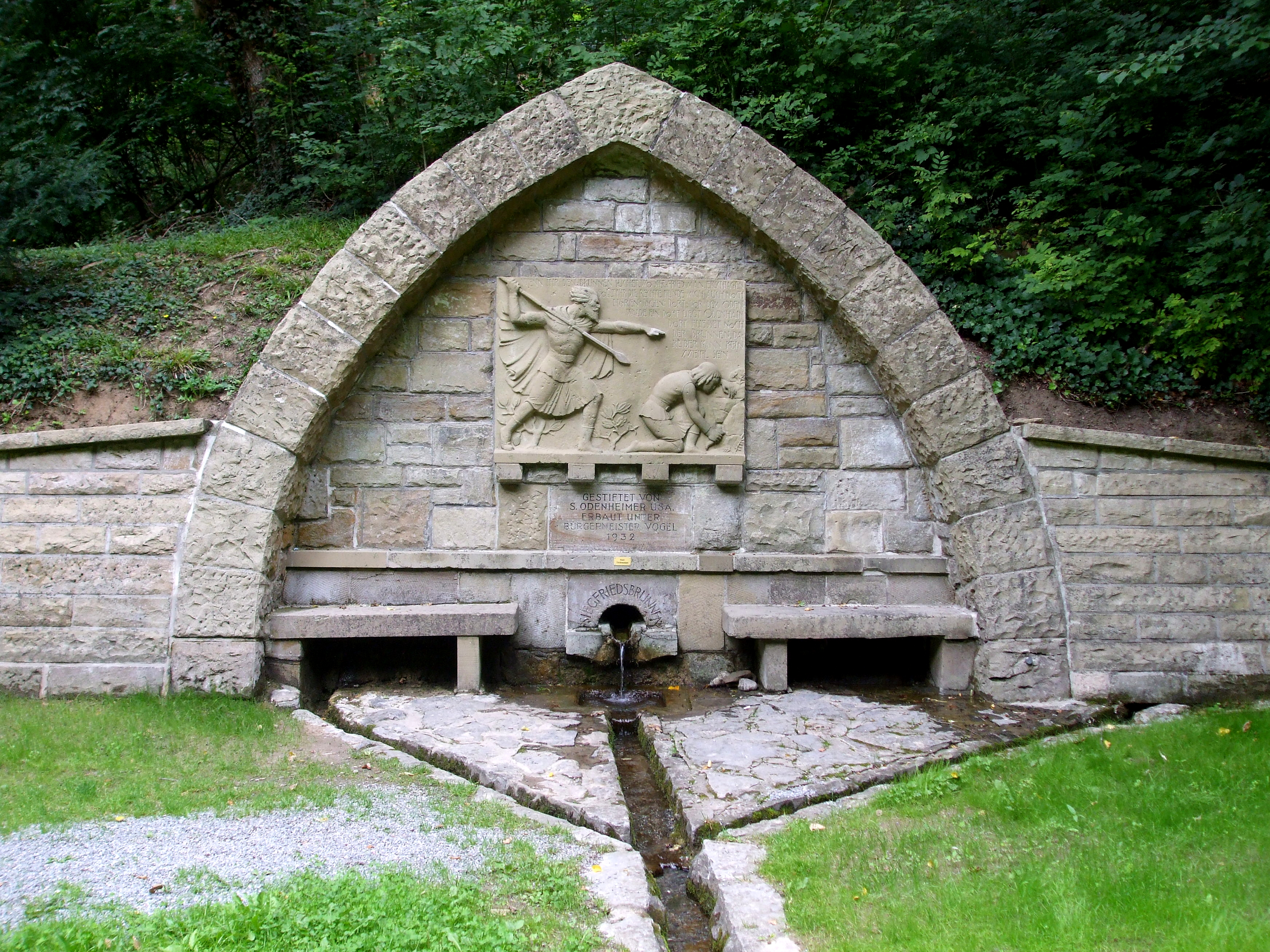
Siegfriedsbrunnen in Odenheim, gestiftet 1932 von dem jüdischen Auswanderer Sigmund (Simon) Odenheimer, USA

Die jüdischen Familien lebten zunächst vor allem vom Viehhandel. Seit dem Ende des 19. Jahrhunderts gab es Zigarrenfabriken jüdischer Unternehmer am Ort, mehrere jüdische Metzgereien, einen jüdischen Wirt und jüdische Ladengeschäfte.

## Nationalsozialistische Verfolgung
Im Jahr 1933 lebten noch 20 jüdische Personen in Odenheim. Auf Grund der Folgen des wirtschaftlichen Boykotts und der Repressalien sind die meisten verzogen oder ausgewandert. Die jüdische Gemeinde wurde am 1. April 1937 aufgelöst.
Das Gedenkbuch des Bundesarchivs verzeichnet 18 in Odenheim geborene jüdische Bürger, die dem Völkermord des nationalsozialistischen Regimes zum Opfer fielen.

## Gemeindeentwicklung
| Jahr    | Gemeindemitglieder | in % der Gesamteinwohnerschaft |
| ------- | ------------------ | ------------------------------ |
| 1670    | 7 Familien         |                                |
| 1701    | 9 Familien         |                                |
| 1720    | 12 Familien        |                                |
| 1733    | 61 Personen        |                                |
| 1788    | 36 Personen        |                                |
| 1825    | 75 Personen        | 4,3 % von 1759 Einwohnern      |
| um 1864 | 156 Personen       |                                |
| 1871    | 125 Personen       | 4,7 % von 2241 Einwohnern      |
| 1900    | 72 Personen        |                                |
| 1910    | 61 Personen        | 2,4 % von 2530 Einwohnern      |
| 1933    | 20 Personen        |                                |
| 1938    | 23 Personen        |                                |
| 1940    | 4 Personen         |                                |